# 细裂叶莲蒿
细裂叶莲蒿（学名：Artemisia gmelinii）为菊科蒿属的植物。分布在蒙古、俄罗斯以及中国大陆的甘肃、四川、西藏、内蒙古、青海、新疆、宁夏等地，生长于海拔1,500米至4,900米的地区，一般生长在灌丛、滩地等、半荒漠草原、砾质阶地、山坡、局部地区成为植物群落的优势种、草甸、草原及主要伴生种，目前尚未由人工引种栽培。

## 别名
两色万年蒿（内蒙古植物志），小裂齿蒿（青海）

## 异名
- Artemisia santolinifolia Turcz. ex Bess.
- Artemisia vestita Wall. ex Bess. var. discolor (Kom.) Kitag.